# Értékcsökkentő újrahasznosítás

Degradáció

Az értékcsökkentő újrahasznosítás vagy degradáció, downcycling olyan újrahasznosítási eljárás, amelynek során a fölöslegessé vált anyagot gyengébb minőségűként hasznosítják újra. Erre példa a műanyagok vagy a papírok „újrahasznosítása” (utóbbi újként fehér színű és jó minőségű, majd sárgás és rosszabb állagú lesz, ezek után papírszatyor, majd csomagolás lesz belőle, végül kidobják és elégetik). A probléma ezzel az eljárással az, hogy a természet véges eltartóképességéből fakadó problémákat nem oldja meg, hanem csak kitolja az anyag végleges eldobásáig és megsemmisítéséig (elégetéséig vagy elásásáig) tartó időt.
A fogalmat először Reiner Pilz és Thornton Kay használta 1993-ban, együtt az értéknövelő újrahasznosítás vagy upcycling kifejezéssel. A fogalom részletesebb tárgyalása és elterjesztése William McDonough és Michael Braungart nevéhez fűződik 2002-es Bölcsőtől bölcsőig című könyvük révén.